# WIN.COM
 (octobre 2018).
Si vous disposez d'ouvrages ou d'articles de référence ou si vous connaissez des sites web de qualité traitant du thème abordé ici, merci de compléter l'article en donnant les références utiles à sa vérifiabilité et en les liant à la section « Notes et références ».
WIN.COM est le fichier exécutable utilisé dans le chargement des versions du système d'exploitation Microsoft Windows exécutées à partir de DOS.

## Utilisation
Dans la version Windows 3.1 et ses prédécesseurs, le fichier est exécuté manuellement à partir de l'invite du DOS ou sous la forme d'une ligne dans AUTOEXEC.BAT.
Dans Windows 95 et les versions ultérieures, il est automatiquement appelé par IO.SYS après le traitement de AUTOEXEC.BAT.
Le fichier est présent dans le répertoire SYSTEM32 de certaines versions de Windows basées sur NT (telles que Windows 2000, XP et Vista) à des fins de compatibilité avec les versions antérieures.